# Gimcheon
Gimcheon je grad Republike Koreje iz provincije Sjeverni Gyeongsang (kor. Gyeongsangbuk-do). Nalazi se između transportnih ruta Seoula i Busana. Naime, kroz taj grad prolaze autocesta i željeznica Gyeongbu.

## Administrativne divizije
Sam grad Gimcheon podijeljen je na 14 gradića (kor. myeon) i jedno veliko selo (kor. eup). Također, središte grada podijeljeno je na sedam dongova.
| - Apo-eup |  | - Bongsan-myeon - Buhang-myeon - Daedeok-myeon - Daehang-myeon - Eomo-myeon - Gamcheon-myeon - Gammun-myeon - Gaeryeong-myeon - Guseong-myeon - Jeungsan-myeon - Jirye-myeon - Joma-myeon - Nam-myeon - Nongso-myeon |  | - Bugok-dong - Daesin-dong - Jijwa-dong - Pyeonghwa-dong - Seongam-dong - Yanggeum-dong - Yongam-dong |

## Povijest
- Samhan razdoblje - osnovana su naselja Gammun－guk i Jujoma－guk.
- Razdoblje Tri kraljevstva - Silla ujedinjuje Gammun－guk i Jujoma－guk te je uspostavljen Gammunju.
- Razdoblje Silla - Gummunju je preimenovan u Gaeryeonggun. Osnovani su gradovi Gimsanhyeon, Jiryehyeon, Eomohyeon i Mupunghyeon.
- Razdoblje Goryeo - Gaeryeonggun mijenja ime u Gaeryeonghyeon. Gimsanhyeon i Jiryehyeon su pridruženi Gyeongsanbu.
- Razdoblje Joseon - Gimsanhyeon i Eomohyeon su ujedinjeni u Gimsangun. Jiryehyeon je promoviran u Jiryegun a Gaeryeonghyeon u Gaeryeonggun.
- 1914. - Gimsan, Jirye (osim Gilbangri Jeungsanmyeon), Gaeryeonggun i Singokmyeon od Seongju ujedinjeni su u Gimcheongun (20 myeona).
- 1917. - Gimcheonmyeon je promoviran u posebni myeon Gimcheon.
- 1931. - Posebni myeon Gimcheonmyeon je promoviran u Gimcheon  (1 eup i 15 myeona).
- 1949. - Gimcheoneup je promoviran u grad Gimcheon.
- 1983. - četiri naselja Geumneungguna priključena su gradu Gimcheonu, dok su dva naselja priključena Seonsangunu.
- 1998. - U gradu Gimcheonu došlo je do uređenja tako da je 13 dongova postalo 9 dongova, a cijelo gradsko područje imalo je (i danas ima) 1 eup, 14 myeona i 9 dongova. Devet dongova grada Gimcheona smanjeno je na 8 dongova,[1] dok ih je danas 7.

Grad je prometno veoma povezan, te kroz njega prolazi mnogo prometnica te autocesta Gyeongbu. Također tu je i željeznička mreža te novosagrađena stanica KTX čije je otvaranje zakazano za 2010.

## Sestrinski gradovi
- Chengdu, Kina
- Nanao, Japan

## Galerija slika
- Gimcheonsko sveučilište
- Ulazna vrata gimcheonskog sveučilišta
- Fontana gimcheonskog sveučilišta

## Vanjske poveznice
- English.Gimcheon.go.kr[neaktivna poveznica]
- Zemljopisne koordinate grada
- City Travel Guide
- Galbijim.com/Gimcheon  Arhivirana inačica izvorne stranice od 8. siječnja 2019. (Wayback Machine)